# Pogoniotarsus vescoi
Pogoniotarsus vescoi är en skalbaggsart som beskrevs av Charles Coquerel 1851. Pogoniotarsus vescoi ingår i släktet Pogoniotarsus och familjen Cetoniidae. Inga underarter finns listade i Catalogue of Life.